# HD97333
HD97333 — хімічно пекулярна зоря спектрального класу A1, що має видиму зоряну величину в смузі V приблизно  8,5.
Вона  розташована на відстані близько 991,4 світлових років від Сонця.